# Género fantástico

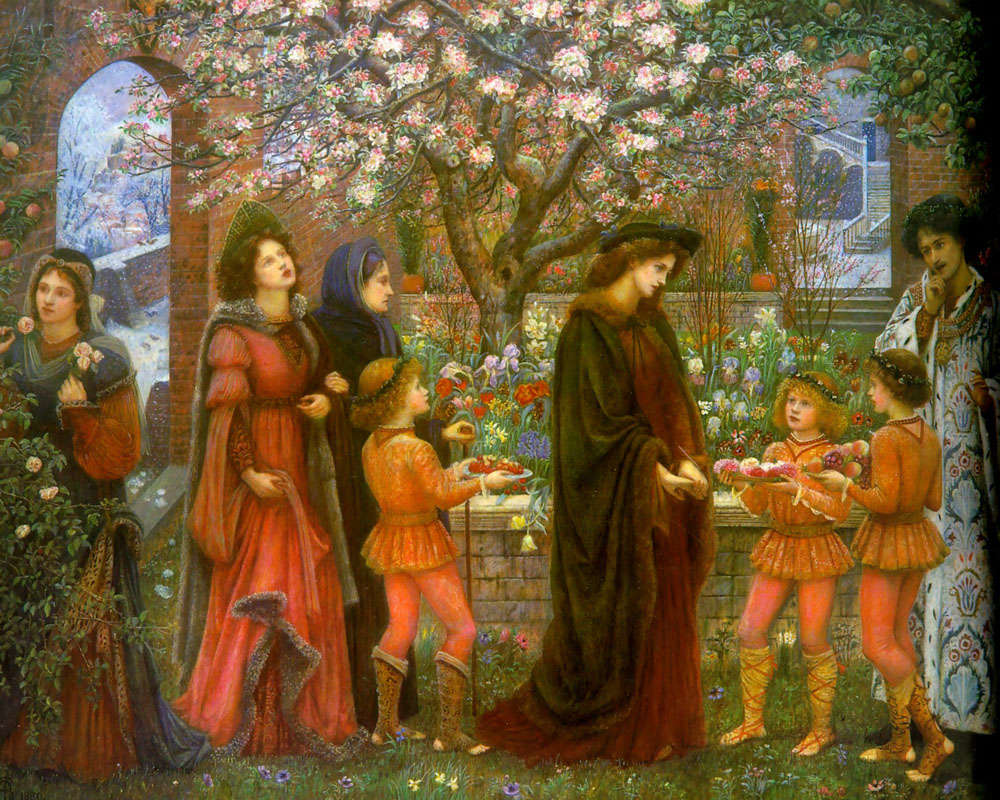
Los elementos del género fantástico atraviesan obras muy diversas como el Decamerón de Boccaccio, donde se hace referencia a un supuesto jardín encantado.

El género fantástico es un género artístico en el que hay presencia de elementos que rompen con la realidad establecida.
En su sentido más amplio, el género fantástico se halla presente en la literatura, cinematografía, historietas, videojuegos, juegos de rol, pintura, escultura, drama y, sobre todo, en la mitología y relatos antiguos, donde tuvo su origen. Se caracteriza por no dar prioridad a una representación realista que respete las leyes de funcionamiento del mundo. En ese sentido se suele decir que el género fantástico es subversivo, pues viola las normas de la realidad.

## Definición
Hay muchas definiciones que se han dado sobre lo fantástico en general y más específicamente sobre la literatura fantástica. En el primer caso suele reconocerse a todas aquellas obras en las que irrumpe lo inesperado, lo sobrenatural, aquello que resulta contradictorio para con la realidad del receptor y que es resultado de un pensamiento que trasciende las normas de dicho. Esta definición tan amplia es la que suelen ofrecer los diccionarios como el de la Real Academia Española: «Ficción, cuento, novela o pensamiento elevado e ingenioso».

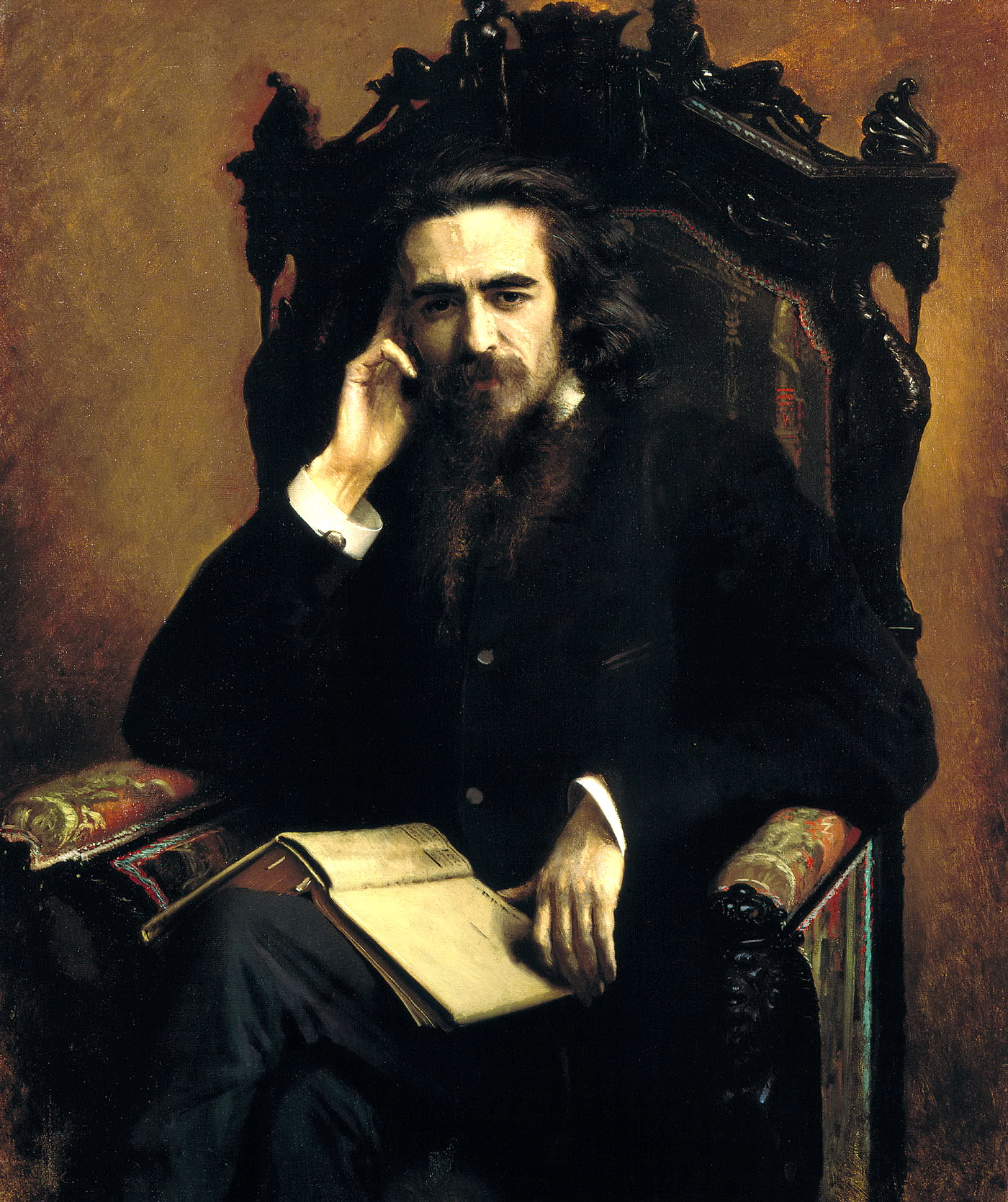
Vladimir Soloviov

Las definiciones en sentido estricto –aquellas que se aplican al estudio de relatos de corte fantástico– son muchas y por lo general encontradas entre sí. Por lo general la teoría literaria tiende a dividir aquello que las definiciones en sentido amplio diluyen. Así, a través de las diferentes teorizaciones suele encontrarse como elemento común la separación del fantástico de acuerdo a propiedades como el valor del incidente sobrenatural, su causa, y la reacción despertada en el lector.
Tanto Marcel Schneider como Eric S. Rabkin clasificaron en sus respectivos estudios como relato fantástico a todo tipo de ficción no-realista. Rabkin incluso ha ido más allá englobando el relato policial y la ciencia ficción dentro del mismo grupo.
Según Vladímir Soloviov «En lo fantástico verdadero, siempre existe la posibilidad exterior y formal de una explicación simple de los fenómenos, pero al mismo tiempo esa explicación está privada por completo de probabilidad interna». Para Louis Vax el relato fantástico presenta hombres comunes del mundo real ubicados repentinamente ante un fenómeno inexplicable. Para Dostoievski, el verdadero exponente del género no debe romper nunca el enigma que mantiene al lector dudando de los orígenes e la ruptura con la legalidad. «Lo fantástico debe estar tan cerca de lo real que uno casi tiene que creerlo».

### Definición de Maupassant

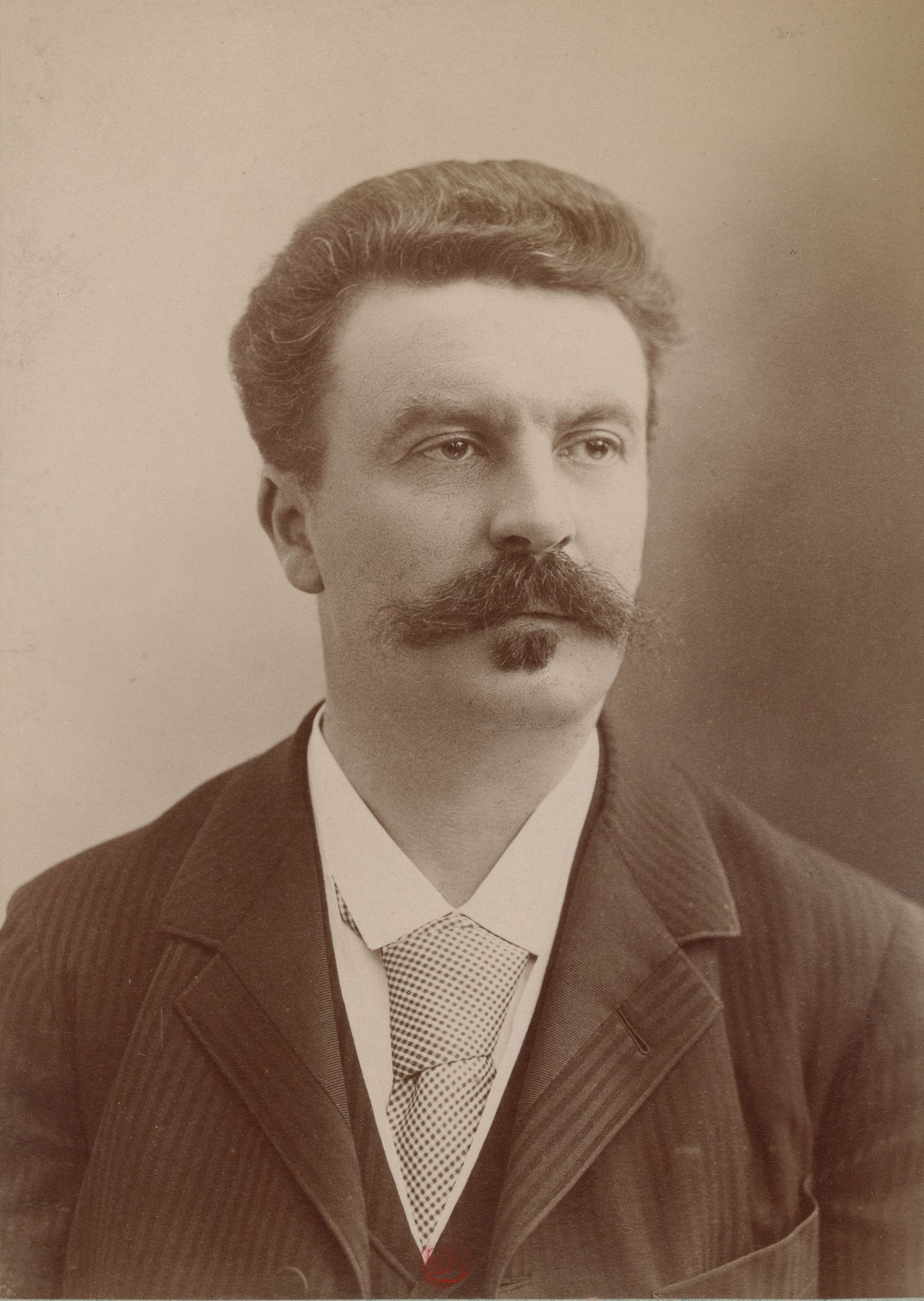
Guy de Maupassant

Guy de Maupassant (1850-1893) realizó una suerte de esbozo de lo que luego sería la definición de Todorov. Maupassant distinguió lo fantástico de otras dos formas parecidas que son lo maravilloso y lo insólito, definiendo más bien las propiedades del primero por oposición al fantástico que las del segundo. La diferencia radicaría en que el cuento de hadas (prototipo de lo maravilloso para el escritor) permite racionalizar los elementos sobrenaturales mientras que el verdadero fantástico permanece en una zona de ambivalencia entre respuestas netamente racionales y respuestas sobrenaturales explicadas al lector.
Maupassant también insistió en la importancia del temor en la identificación del relato fantástico, miedo que deviene de la inseguridad a la que el arrastrado el lector. Todorov, por el contrario considera que «El temor se relaciona a menudo con lo fantástico, pero no es una condición necesaria de su existencia».

### Definición de Todorov
Una de las posiciones más difundidas es la del crítico estructuralista Tzvetan Todorov y su ensayo Introducción a la literatura fantástica. Siguiendo algunas de las características de la definición de Guy de Maupassant, Todorov profundizó la definición y nombró las dos características que identifican al género fantástico: la vacilación del lector en torno a los fenómenos narrados y, por otro lado, una forma de leer dichos fenómenos que no sea alegórica ni poética.
Con estas condiciones en mente, Todorov opone lo que él llama fantástico puro a otros dos conceptos lindantes:

Lo fantástico ocupa el tiempo de esta incertidumbre; en cuanto se elige una respuesta u otra, se abandona lo fantástico para entrar en un género vecino: lo extraño o lo maravilloso. Lo fantástico es la vacilación que experimenta un ser que sólo conoce las leyes naturales, ante un acontecimiento al parecer sobrenatural.

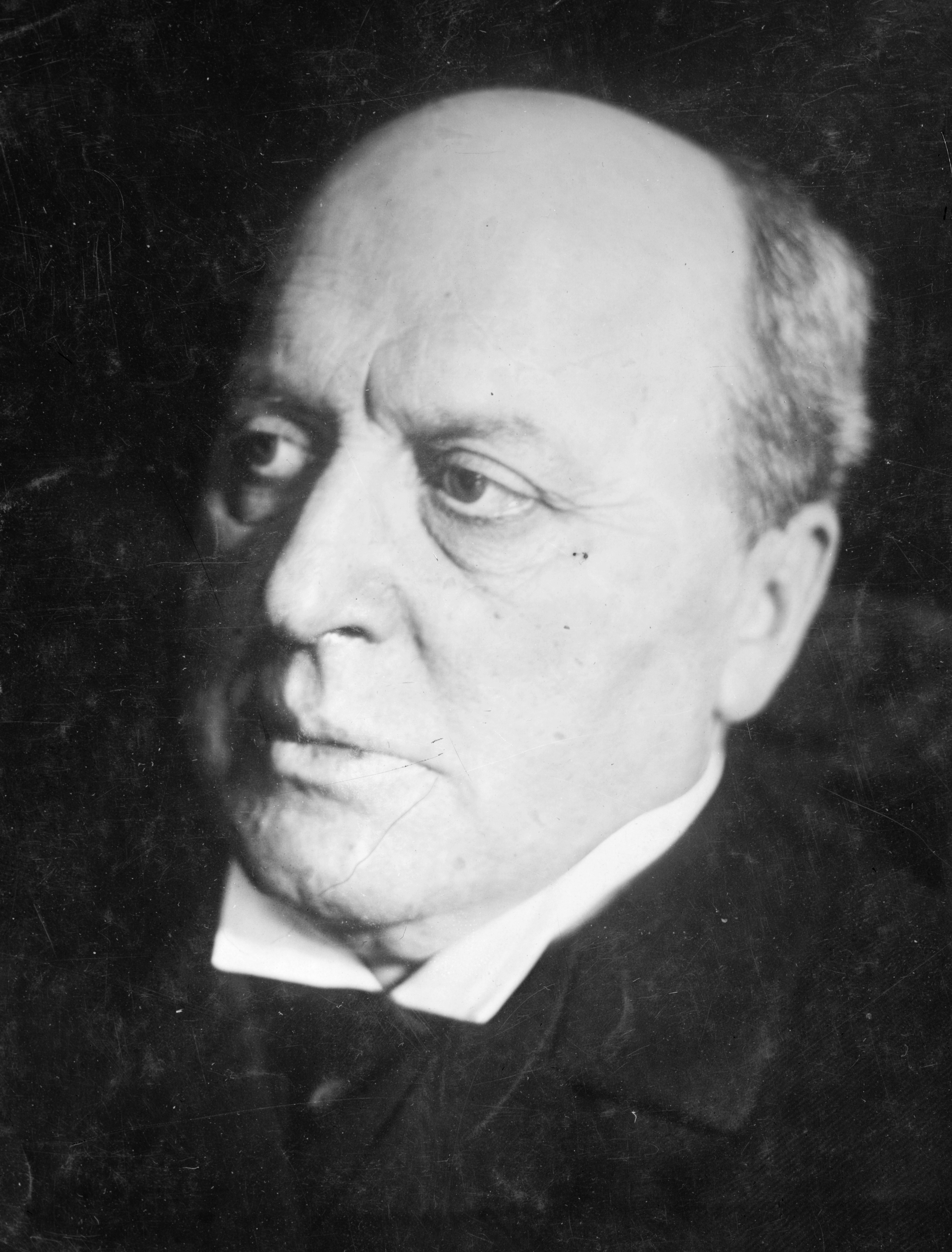
Henry James, autor de Otra vuelta de tuerca

Lo extraño o insólito es una categoría que agrupa a aquellos relatos en los cuales las causas, aparentemente sobrenaturales e inexplicables por vías racionales terminan por tener una explicación que concuerda con las leyes del mundo conocible, como ocurre en el cuento «Los crímenes de la Rue Morgue» de Edgar Allan Poe o en las ficciones góticas de Clara Reeve o Ann Radcliffe. Lo maravilloso sería aquello que se ubica en el lado opuesto a lo insólito, siendo aquel conjunto de obras en que la incertidumbre es despejada pero su explicación remite a nuevas leyes que no van de acuerdo a la realidad conocida, lo que ocurre en las obras de Walpole. Así, el estudioso señala que el fantástico propiamente dicho es escaso y abarcaría ejemplos como Otra vuelta de tuerca de Henry James, donde la intriga no es resuelta o Manuscrito encontrado en Zaragoza de Jan Potocki.
Todorov amplió su clasificación diciendo que lo maravilloso corresponde a lo desconocido, lo que está por venir –por lo tanto corresponde al tiempo futuro– y lo extraño a una experiencia previa en la cual se produce la irrupción de lo anormal –por lo tanto corresponde al pasado–. Además, estas dos formas que se hallan a ambos lados del fantástico tienen subdivisiones: la zona de lo insólito, que lidia con lo fantástico, se llama fantástico-insólito. Allí hay explicaciones racionales a las dudas despertadas por el texto, pero abundan las coincidencias sospechosas; «La caída de la casa Usher» es el ejemplo que Todorov esgrimió para ilustrar este punto. El extremo de esta forma está en lo extraño-puro, donde las explicaciones racionales son perfectamente plausibles como exégesis de incidentes en apariencia sobrenaturales -como ocurre en muchas novelas policiales que coquetean con la idea de un crimen cometido por fuerzas sobrehumanas-.
Lo fantástico maravilloso, por otro lado, es lo más cercano al fantástico puro, pero en él se acepta la exégesis irracional tras la duda inicial. En lo maravilloso puro –cuyos límites no están muy bien definidos según el estudioso– los eventos anormales son comunes y no reciben reacción particular por parte de los personajes o el lector.
Las propuestas de Todorov, no obstante, han recibido algunas críticas y objeciones por su enfoque cerrado. En su prólogo a la Introducción a la literatura fantástica, Elvio Gandolfo escribió acerca de las conclusiones del estudio que

Según una de ellas, lo fantástico propiamente dicho habría durado apenas unas décadas del siglo XIX […] Aplicada al extremo,  la definición deja un porcentaje más alto de relatos fuera que los que abarca, y limita demasiado su alcance en el tiempo. Por otra parte la definición de ese tono como “género” le hace tratar sin demasiada definición a géneros indiscutibles como el policial y, sobre todo, la ciencia-ficción, erróneamente considerada casi como una sucursal de lo fantástico.

La crítica de Gandolfo apunta a que Todorov consideró que la irrupción del psicoanálisis liquidó el componente irracional produciendo la muerte del género. Rosemary Jackson también habla de las limitaciones del estudio de su colega pero adujo que Todorov no tuvo en consideración las ventajas del enfoque psicoanalítico para abordar los relatos fantásticos.

### Definición de Rosemary Jackson
Rosemary Jackson planteó modificaciones a ciertas fallas del modelo propuesto por Todorov. Para la investigadora, el principal defecto de esa teoría residía en la mezcla de categorías literarias y no literarias ya que, mientras que lo maravilloso y lo fantástico pertenecen a las primeras, lo extraño o insólito no.
En Fanstasy: Literatura y subversión ella propone estudiar el fantasy –término específico que utiliza– no como un género, tal y como lo hizo Todorov, sino como un modo literario. Esta perspectiva permitiría entender cómo el fantasy adopta diferentes «disfraces» en relatos de cortes tan disímiles.

### Otras definiciones
La filóloga argentina Ana María Barrenechea cuestionó las limitaciones de la teoría expuesta en la Introducción a la literatura fantástica. Define la literatura fantástica de la siguiente forma: «la que presenta en forma de problemas hechos a-normales, a-naturales o irreales en contraste con hechos reales, normales o naturales». El conflicto que se genera cuando los eventos anormales colisionana contra el orden de la realidad es donde la investigadora pone el acento, sosteniendo que se da una intersección de órdenes (el racional y el irracional). También discutió con Todorov en torno al sentido alegórico, ya que sostuvo el poder de la alegoría para reforzar el sentido del fantástico, sobre todo en la literatura contemporánea.
La italiana Rosalba Campra define al género en torno a los silencios, comparando en algún punto la relación texto lector con un modelo de comunicación. En un relato, el silencio (término empleado para designar lo que permanece oculto) puede encontrar una resolución o no. Aquellos que permanecen en el territorio de lo enigmático corresponden al fantástico, «un silencio cuya naturaleza y función consisten precisamente en no poder ser llenado».
Pampa Arán comienza por hacer una distinción entre ‘lo fantástico’ «como categoría epistemología» de donde pueden abrevar otros géneros, y ‘el fantástico’. En el primero entrarían las creencias religiosas, fenómenos de ocultismos, folclore, magia, entre otros; y en el segundo a la oposición, en clave literaria, con el realismo.
David Roas considera —en un intento conciliador de posturas—, como una condición indispensable para señalar el carácter fantástico de un texto, la intromisión de lo sobrenatural. Aclara que no todos los textos en los que sucedan hechos sobrenaturales —como podría ser la literatura medieval, los libros de caballerías, las epopeyas griegas, y la ciencia ficción— son fantásticos. Considera que la literatura fantástica es la única que necesita de lo sobrenatural para funcionar.

## Historia

### Antecedentes

#### Antigüedad

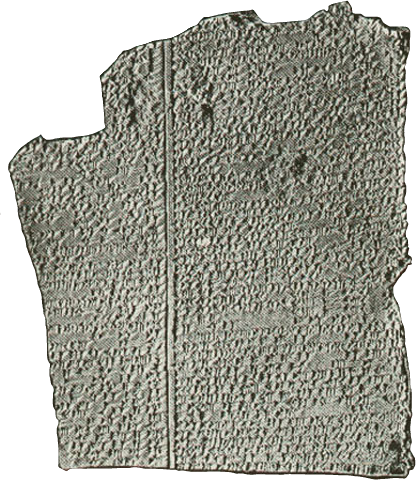
Tableta de Gilgamesh

Según Jacobino, los orígenes del género podrían remontarse a los mitos clásicos, las leyendas y al arte carnavalesco. Su estudio también ubica la forma moderna del fantasy en la literatura gótica.

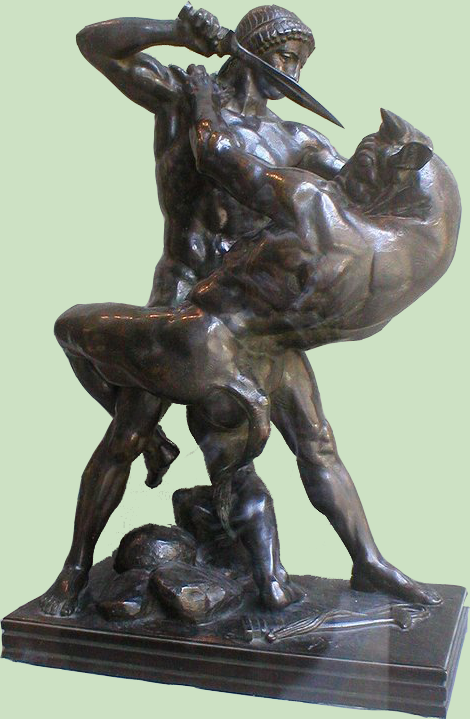
Teseo asesinando al minotauro

Las primeras muestras de elementos fantásticos pueden encontrarse, en efecto, en antiguas narraciones con fuerte presencia de elementos folklóricos, arraigadas en el imaginario colectivo. El Poema de gilgamesh, composición sumeria del 2000 a. C., sería uno de los primeros textos que incorporaron elementos como gigantes, dioses e intervenciones sobrenaturales.
 La influencia de este poema épico puede verse en Homero, particularmente en la construcción de Aquiles y Patroclo en la Ilíada. La Odisea, otro poema homérico, incluyó numerosos episodios en los cuales intervenían los dioses olímpicos con sus prodigiosos poderes, así como criaturas de asombrosas habilidades. Otras obras de autores como Apuleyo (El asno de oro) o el fabulista griego Esopo también se constituyen como prototipos de ficciones correspondientes al género de lo maravilloso por el tipo de elementos que se hallan en su centro.
Además de las grandes composiciones poéticas, la gran cantidad de mitos y leyendas circulantes en las culturas mesopotámica, griega y romana también presentan constantes elementos metafísicos. Así, la canción de la diosa sumeria Inanna, las criaturas a las que se enfrentaron los héroes Jasón y Teseo o las metamorfosis que luego describió Ovidio en su obra constituyen el muestrario de intrusiones de la magia y lo sobrenatural en los relatos de difusión oral.

#### Edad Media

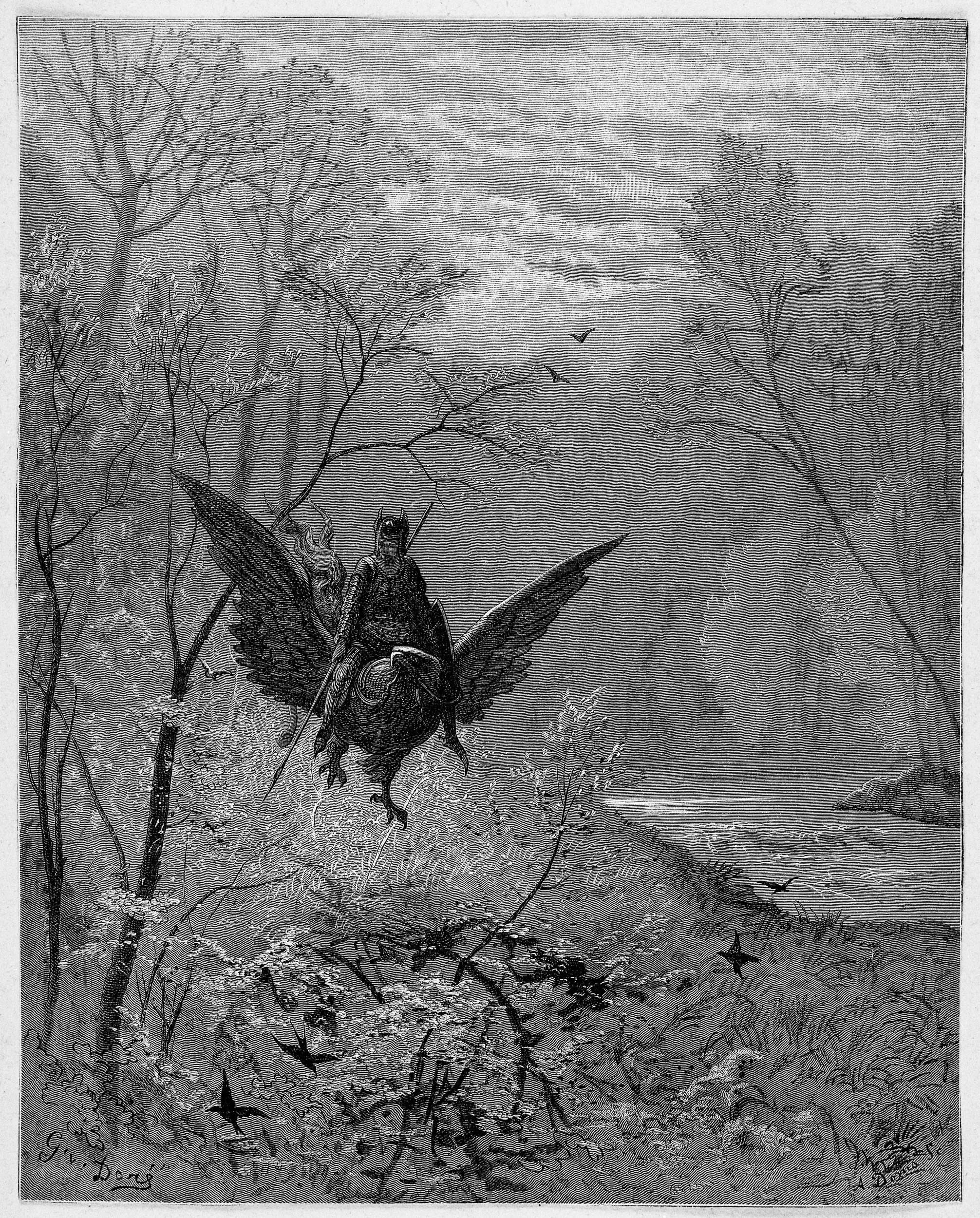
El hipogrifo de Orlando furioso, una de las criaturas creadas ad hoc en las novelas de caballerías que no tuvieron existencia en el folclore.

Durante el Medioevo prosiguió la difusión del elemento maravilloso a través de la épica y del conjunto de relatos contados por el pueblo; ambos tuvieron como denominador común a la mitología como eje de irrupción de lo sobrenatural.  Diferentes ciclos mitológicos como el céltico o el escandinavo tuvieron su auge durante este período gracias a los constantes movimientos demográficos. La mitología céltica tuvo importante impacto en el ciclo de leyendas artúrico, que a su vez resultó una vital influencia para una de las corrientes literarias que incorporó por primera vez elementos maravillosos bajo la firma de un autor: la novela de caballerías. Este género –conocido en inglés como romance– no solo recuperó mitos y leyendas sino que también creó sus propios espacios y leyes de funcionamiento.
Algunos de los grandes poemas del período –los sajones Beowulf y el Cantar de los Nibelungos, el Fornaldarsögur islándico, el Majabhárata indio– narraban grandes sucesos con posibles raíces históricas pero distorsionados por la intervención de lo mitológico. Otras composiciones como el Cantar de mio Cid optaron por un enfoque más realista, con alguna utilización de episodios milagrosos pero no la participación de los monstruos o criaturas prodigiosas.

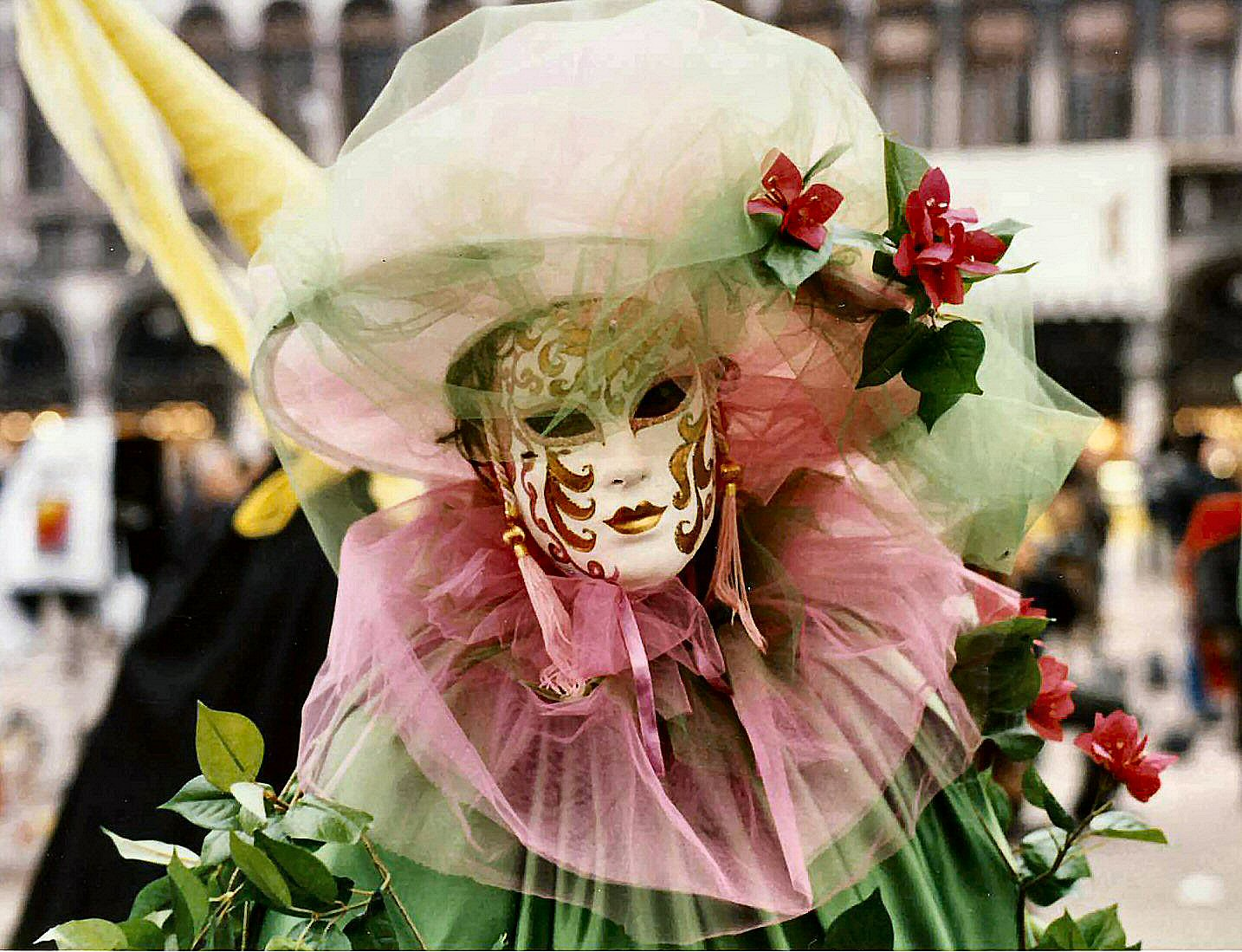
En sus orígenes, el carnaval era una festividad en donde se rompían las normas de comportamiento.

A partir de algunos de estos poemas se formaron romances fragmentarios que narraban episodios de lo que alguna vez fueron esos largos poemas. Estas composiciones sufrieron las distorsiones propias de la transmisión oral y experimentaron la incursión de elementos que no se encontraban anteriormente. Según algunos estudios, muchos de estos poemas provenían en realidad de diferentes leyendas que fueron unificadas por los diversos poetas, por lo cual esta fragmentación sería una vuelta a los orígenes de los mismos.
El mito clásico pervivió gracias al impacto que la Eneida de Virgilio tuvo en la Edad Media, llegando hasta obras como la Divina Comedia. De otras procedencias son Las mil y una noches –cuyo impacto cultural se sintió más bien en el siglo XVIII gracias a su traducción–, que introdujo el género märchen, y el poema épico de Irán, el Shahnameh.
El carnaval, una celebración pública que tiene lugar inmediatamente antes de la cuaresma, era el momento en que las rígidas normas de vida eran trastocadas momentáneamente. Jackson señaló la posible génesis del fantático moderno en esta festividad de origen medieval, ya que el fantástico es una expresión que, al igual que esas festividades, subvierte las normas que rigen el funcionamiento del mundo.

#### Modernidad
La explosión de la novela de caballerías en el Renacimiento permitió el afianzamiento de lo maravilloso en la literatura. Estas novelas, a diferencia de la poesía épica medieval o las narraciones populares tenía un autor definido que podía controlar y subsumir los diferentes elementos que componían la cosmovisión del universo ficticio. Influenciada por la novela La muerte de Arturo (1485) de Sir Thomas Malory, esta corriente vio facilitada su desarrollo y difusión gracias a la invención de la imprenta que tuvo lugar en el siglo XV. Autores como Garfio Rodrigue de Montarlo, Torcuato Tasso, Felicito Silva o Ludovico Ariosto cultivaron el género que llegó a su agotamiento tras la publicación de centenares de ejemplares, continuaciones infinitas y críticas por su estilo.

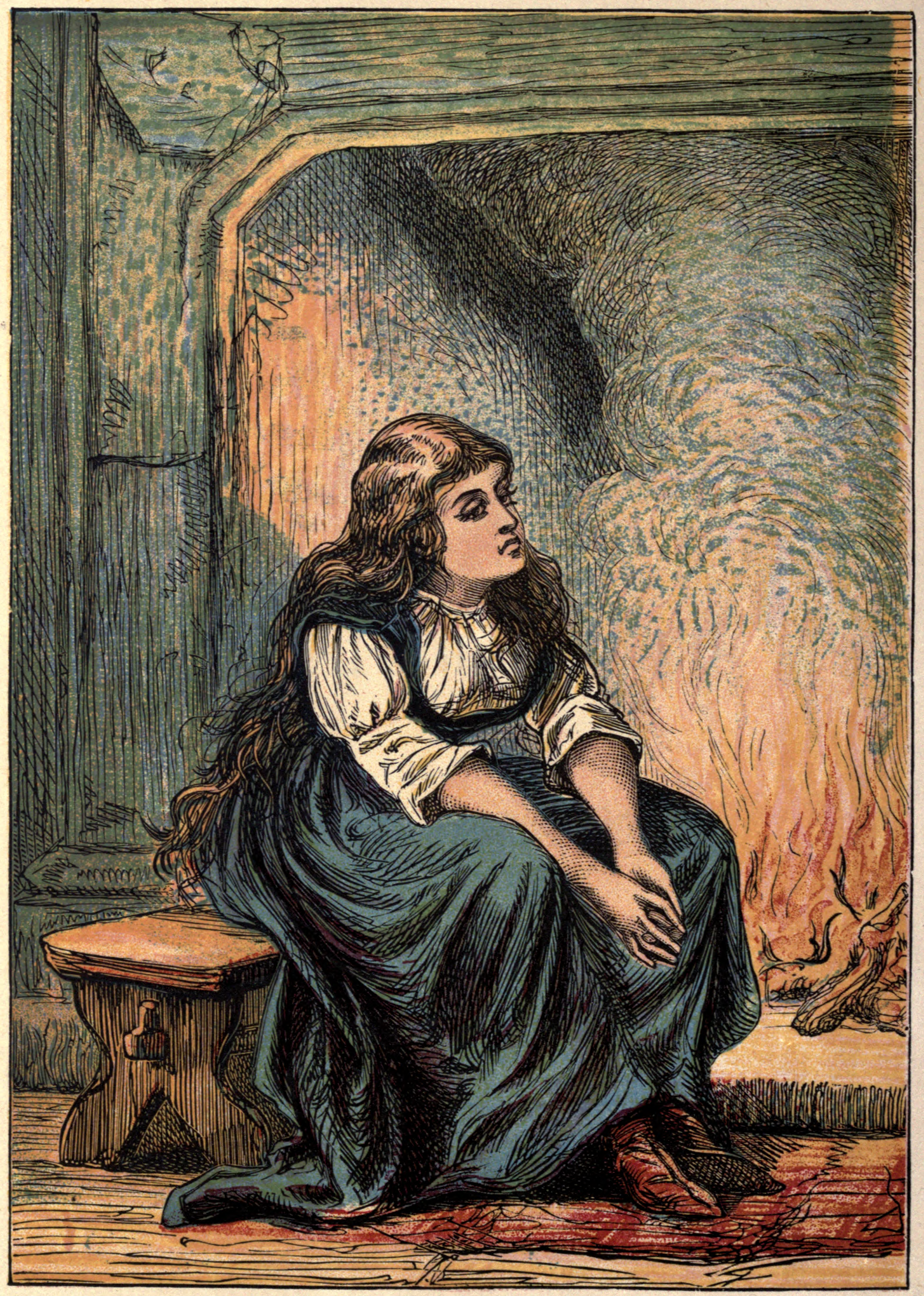
Cenicienta, un popular cuento de Perrault.

Las apariciones sobrenaturales también invadieron el teatro de William Shakespeare, como ocurrió en Hamlet, donde aparece la sombra del padre del protagonista para reclamar venganza. En la obra hay un famoso pasaje en que Hamlet se cuestionaba si dicha aparición es en verdad su padre o un engaño del demonio, introduciendo, al menos en forma parcial, la incertidumbre que definiría al género fantástico tal y como se lo conoce actualmente. En Macbeth, Sueño de una noche de verano y La tempestad también se dan cita la magia y criaturas como los faunos. En La Reina de las Hadas The Faerie Queene, Edmund Spenser utilizó elementos similares en esta suerte de historia alegórica de caballeros, elfos y demás criaturas fantásticas.
En Francia, la presencia de lo maravilloso –o Merveilleux como se lo denominó– durante el reinado de Francisco I y sus sucesores produjo el asentamiento de los cuentos de hadas. El italiano Giambattista Basile fue uno de los primeros en recopilar y refundir cuentos populares, como ocurrió en el famoso libro Lo cunto de li cunti overo lo trattenemiento de peccerille (1634) que fue decisivo para definir el género. Su influencia se hizo sentir sobre Charles Perrault, cuyos cuentos con moralejas expresadas en versos finales neutralizarían el elemento maravilloso a favor de la alegoría, según Todorov. Madame d'Aulnoy, con sus contes de fées, fue otra autora popular cuya influencia en el uso de elementos folklóricos llegó hasta el romanticismo.

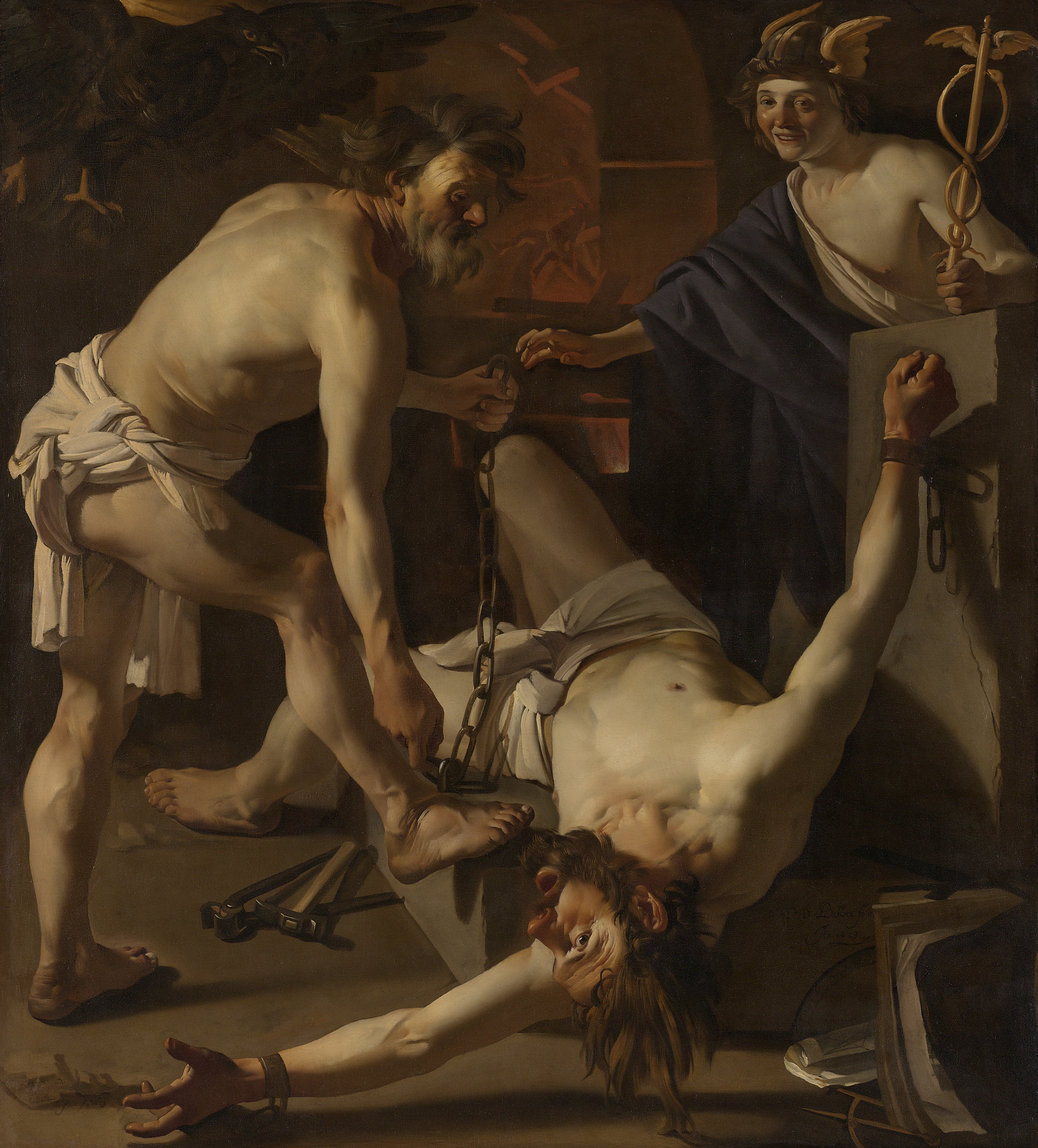
El encadenamiento de Prometeo en una pintura manierista

Sin embargo, durante el Renacimiento y el período barroco —especialmente con el racionalismo impuesto por los iluministas—, la fantasía atravesó un tiempo de profundo descreimiento y vacío. Desde el renacimiento, la mitología fue reutilizada en forma decorativa y, en el mejor de los casos, alegórica, para diferenciarse de la concepción medieval del mundo. El arte barroco, como apuntó Carlos García Gual, hizo un uso meramente estético de la mitología clásica. Incluso, esta recuperación nostálgica -y algo irónica- produjo una mezcla de motivos helénicos con mitos de otras culturas. Francia fue uno de los pocos países donde el iluminismo y lo fantástico no tuvieron enfrentamientos tan fuertes, desarrollándose toda una tradición de relatos hacia fines del siglo XVII. Además, el fuerte impacto que tuvieron posteriormente autores realistas como Daniel Dafoe, Henry Fielding o Samuel Richardson condenaron a la fantasía a los márgenes de la producción literaria. La publicación del Malleus Maleficarum (El martillo de las brujas) y el movimiento inquisitorial habían contribuido al desprestigio de lo sobrenatural, a no ser que cumpliese con funciones alegóricas o pedagógicas como ocurría con los cuentos de hadas.
Durante el siglo XVIII, otras disciplinas artísticas como la ópera incorporaron cada vez más elementos fantásticos como ocurrió con La flauta mágica de Wolfgang Amadeus Mozart. La opera, como lo hizo desde su nacimiento, reutilizó la mitología pero gracias a Mozart acentuó una tendencia que convirtió esta utilización en algo más serio que en la opera buffa italiana.

### Edad Contemporánea

#### Romanticismo y gótico
Los relatos góticos de autores como Horace Walpole (El castillo de Otranto) o Matthew Lewis (El Monje) estarían entre los primeros autores modernos de ficciones fantásticas junto al alemán E. T. A. Hoffmann. No obstante, las diversas teorías genéticas apuntan no a los orígenes modernos sino a la época de la cultura oral, al folclore y la difusión de relatos boca a boca como verdadera fuente del género.
La transformación del fantástico moderno fue analizada por Pasavante, quien sostuvo que los cambios en diferentes aspectos de la vida (educación, economía, jurisprudencia, religión) produjeron que el sujeto moderno abandonara las supersticiones o que al menos no fuese tan crédulo como antes. Por ese motivo, sumado a la existencia de un autor tangible –de lo cual carecía el relato folclórico–, los escritores debieron ingeniárselas para producir los efectos propios del género sirviéndose de nuevos medios.

## Subgéneros
La evolución del género fantástico moderno ha generado muchos nuevos subgéneros sin una clara contrapartida en la mitología o el folclore, aunque la inspiración en estos sigue siendo el tema más recurrente. Los subgéneros fantásticos son numerosos y muy diversos, y con frecuencia se superponen con otras formas de ficción en casi todos los medios en los que se producen. Cabe hacer especial mención en los subgéneros de ciencia ficción fantástica, fantasía oscura y fantasía épica.

## Clasificación

### Relación entre mundos fantásticos
Asumiendo que previo a la aparición del componente fantástico «las fantasías de aventuras subrayan el aspecto cotidiano que rodea a los personajes, pues conviene que lectores y espectadores identifiquen su propio mundo con el mundo primario del relato»,  y en consecuencia la existencia de un mundo primario con las características de nuestro mundo, y un mundo secundario fantástico, podemos distinguir tres modos de relación entre ambos:
- Estamos frente a un esquema de mundos abiertos cuando ambos mundos se encuentran conectados a través de un umbral mágico: un portal, un pasadizo, etc. Es el esquema clásico de los cuentos maravillosos.
- Un esquema de mundos cerrados se presenta cuando ambos mundos coexisten herméticamente, imposibilidad de una continuidad temporal entre ambos. El caso de la serie Awake es un ejemplo de este esquema de mundos.
- Por último, nos encontramos frente a un esquema de mundos implicados, en donde el mundo secundario «no aparece en el relato pero se entromete en él a través de objetos o de personajes mágicos».[39]

### Tipologías de mundos secundarios
- Mundos de frontera: en estos casos, el mundo secundario es una continuación del mundo primario. Se observa este tipo de mundo, por ejemplo en Hansel y Gretel, en donde los protagonistas atraviesan un bosque y llegan a lugares en donde tienen lugar fenómenos fantásticos (la existencia de una bruja que engorda niños para poder comerlos).
- Mundos paralelos: este tipo de mundos posee una existencia por fuera del mundo primario y se llega hasta él a partir de pronunciar una palabra mágica, o introducirse dentro de un armario encantado como es el caso, por ejemplo, de Las Crónicas de Narnia. Debe haber un elemento que comunique dos mundos que no están comunicados ni espacial, ni temporalmente.
- Mundos alternativos: Son «mundos secundarios que presentan esencialmente las mismas características que el mundo primario, pero se desvían en algunos detalles»[40]  que son vitales, de manera que el viajante cree estar viviendo una pesadilla. Es el caso característico de las historias que presentan viajes en el tiempo.

### Exploración de mundos secundarios
Estos mundos secundarios pueden ser explorados por sus protagonistas de tres maneras diferentes:
- Exploración lineal: se da cuando los protagonistas ya no regresan a su mundo de origen. Neo, en Matrix es un ejemplo de este tipo de exploración.
- Exploración circular: Cuando los protagonistas retornan finalmente a su mundo de origen. Es el caso, por ejemplo, de Alicia en el País de las Maravillas y La historia interminable.
- Exploración en espiral: esta última tipología se da en aquellos casos en que los viajes se repiten de modo recurrente. Harry Potter, y su visita todos los años a Hogwarts nos proporciona un ejemplo claro de este tipo de exploración.

## Ejemplos
Existen múltiples manifestaciones de este género.
Libros
Películas